# Moskou
Moskou (Russisch: Москва, Moskva, IPA: [mɐˈskva]ⓘ) is de hoofdstad en veruit de grootste stad van Rusland, voorheen ook van de Sovjet-Unie. Op 1 januari 2023 had stad zelf 13.104.177 inwoners, die Moskovieten worden genoemd. Het gehele verstedelijkte gebied, de metropoolregio Moskou, heeft 18.800.000 inwoners. Het is daarmee de grootste metropool van Europa en de 18e metropool van de wereld.

## Naam
De oude Russische naam is Grad Moskov (град Москов), wat letterlijk "stad bij de Moskvarivier" betekent. De oorsprong van de naam van de rivier is onbekend, waardoor er verschillende theorieën over zijn ontstaan. Er bestaan vanaf de Middeleeuwen al legendes over de naam Moskou die deze een Bijbelse oorsprong geven. Volgens deze legendes zou de naam 'Moskou' afkomstig zijn van eeuwenoude benamingen voor het volk in het huidige Rusland. De Bijbel spreekt over de volken 'Mesech' en 'Tubal' en deze worden in de legende met de Russen gelijkgesteld. Deze namen slaan echter waarschijnlijk op volkeren/staten die in het oude Anatolië bestaan hebben. De Assyriërs noemden hen de 'Tabal' en de 'Musku', terwijl Herodotus schreef over 'Tiberanoi' en 'Moschoi'. Tabal was een neo-Hettitisch staatje onder de Luwiërs. Tiglath-Pileser I (1100 v.Chr.) sprak over het volk de Muska-a-ia. Dat de naam Moskou hier van afgeleid is, is zeer onwaarschijnlijk.
Meer waarschijnlijke voorbeelden van woorden waarvan het afgeleid zou kunnen zijn, zijn:
- het Mongoolse woord 'Mosjcha';
- de Finoegrische Merja, die langs de Moskvarivier woonden en dat als grootste plaats Moskova zou hebben gehad;
- een woord uit een oude Fins-Oegrische taal, dat "donker" en "troebel" zou betekenen;
- een woord uit het Fins-Permische Zurjeens, dat "koe-rivier" zou betekenen;
- een woord uit het Fins-Wolgische Mordwiens, dat "beer-rivier" zou betekenen;

De houten nederzetting werd ook in Turkse talen aangeduid als Moskova.

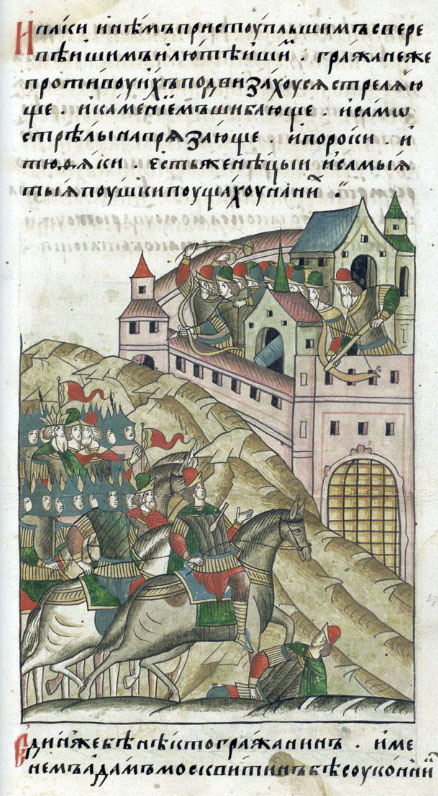
De belegering van Moskou door Tochtamysj en de Gouden Horde in 1382

## Geschiedenis
De oudste vondsten van menselijke bewoning, de archeologische vindplaats Sjtsjoekino bij de Moskva, stamt uit het neolithicum. Andere oude vindplaatsen binnen de huidige stadsgrenzen zijn een begraafplaats uit de Fatjanovocultuur en een overblijfsel van een woonplaats van de Djakovocultuur uit de ijzertijd op het terrein van het Kremlin, de Setoenrivier, de Vorobjovy Gory, het bospark Koentsevski en andere locaties.
Aan het einde van het eerste millennium na Chr. werden het gebied van het huidige Moskou en oblast Moskou bewoond door de Slavische stammen Vjatitsjen en Krivitsjen. Eind 11e eeuw, toen de stad voor het eerst werd genoemd, vormde Moskou een afgelegen provinciestadje met een feodaal centrum en een handelsplaats aan de monding van de rivier de Neglinnaja (nu een ondergrondse tunnel), in een gebied dat vooral werd bewoond door het nu uitgestorven Finse volk der Merja.
Moskou wordt voor het eerst als stad genoemd in 1147 toen op 4 april knjaz (vorst) Joeri Dolgoroeki van Rostov Veliki en Soezdal vorst Svjatoslav Olgovitsj van de Republiek Novgorod riep met de woorden "kom naar me broeder, naar Moskou".
In 1156 bouwde Dolgoroeki een houten muur en een gracht rond de stad. Deze hadden niet het gewenste resultaat, want in 1177 werd de stad tot de grond toe afgebrand en haar bevolking uitgemoord. In 1237-1238 werd de stad door de Mongolen veroverd, en opnieuw werd de stad afgebrand en de bevolking uitgemoord. De popes, Russische priesters, werden levend opgehangen aan een boom en in brand gestoken. De stad herstelde zich en werd de hoofdstad van het onafhankelijke vorstendom.
Onder Daniël, een zoon van Alexander Nevski, ontstond rond 1300 het grootvorstendom Moskou. Vanwege haar strategische positie nabij de bovenloop van de Wolga groeide de stad langzaam maar gestaag. Ook haar stabiliteit en rijkdom trok vluchtelingen van elders in Rusland.
Langzaam breidde de stad zich uit en onder Ivan I versloeg Moskou Tver in de strijd om de troon van Vladimir. Van de khan kreeg hij de belangrijke concessie dat het vorstendom niet zou worden verdeeld onder zijn zonen, maar als één geheel op zijn oudste zoon overging. De khan van de Gouden Horde probeerde aanvankelijk de macht van Moskou in te perken, maar nadat de macht van Litouwen groeide, zag hij in Moskou een belangrijke bondgenoot.
Onder Ivan III bevrijdde Moskou zich van de Mongoolse overheersing en groeide uit tot hoofdstad van het Tsaardom Rusland (tot de 17e eeuw Moskovië genoemd). Die rol behield de stad tot 1712, toen Peter I van Rusland Sint-Petersburg, dat hij in 1703 liet stichten, uitriep tot nieuwe hoofdstad.

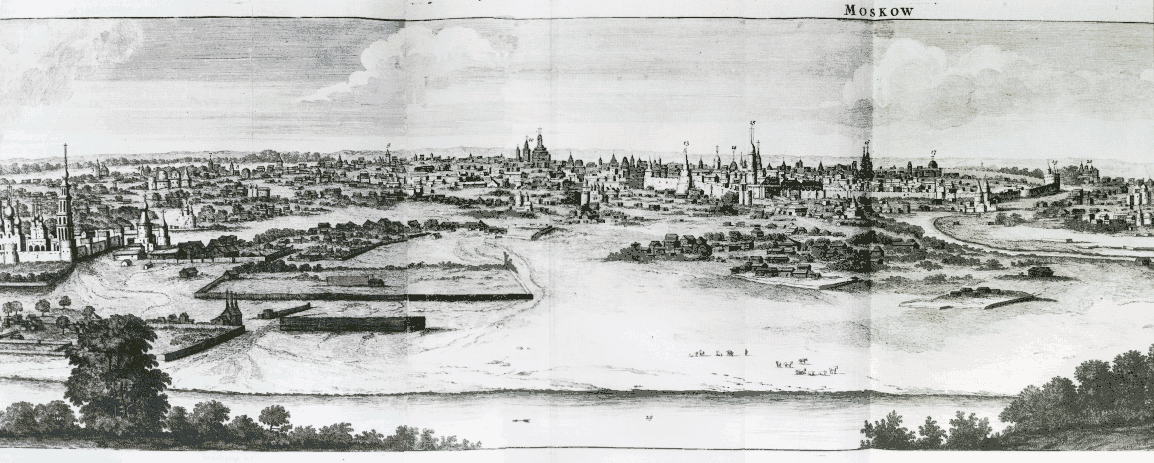
Tekening van Moskou aan het begin van de 18e eeuw (Cornelis de Bruijn)

In 1812 begon Napoleon zijn Russische veldtocht. Op 14 september 1812 stond hij voor Moskou, maar op het moment dat hij met zijn legers bezit nam van Moskou, brak de bekende brand van Moskou uit. De brand van Moskou verwoestte driekwart van de stad.
Na de terugtrekking van Napoleon werd direct begonnen met de wederopbouw, in deels Europese stijl, maar (en zich daarmee onderscheidend van Sint-Petersburg) met behoud van haar eigen Russische stijl. Het Rode Plein werd een echte openbare ruimte van waaruit drie nieuwe avenues uitwaaierden over de stad, verbonden door twee grote ringwegen (de Boulevard-ring en de Tuinring), die in het begin van de 21e eeuw nog steeds de belangrijkste aders van de stad vormen. Een groots project was verder de vernieuwing van het Theaterplein, met het Bolsjojtheater, dat gereed kwam in 1824. Er werd veel privégeld gestoken in de herbouw van de stad en het duurde niet lang of de avenues werden geflankeerd door elegante villa’s en grootse paleizen. Uiteindelijk heeft de brand zo veel bijgedragen aan de verfraaiing van de oude ‘houten’ stad en werd ze het symbool van de nationale Russische wederopleving na 1812.
Na de Russische Revolutie maakte Lenin omstreeks 1918 Moskou opnieuw de hoofdstad. Gedurende de hele Sovjetperiode bleef ze het centrum van de macht en ook nadien zetelt de regering van Rusland nog altijd in het Kremlin.

## Geografie
Moskou ligt op een hoogte van 156 meter boven de zeespiegel in het hoogland tussen de Oka en de Wolga. De rivier de Moskva doorkruist de stad van noordwest tot zuidoost over een lengte van ongeveer 80 kilometer. De breedte van de rivier binnen Moskou bedraagt 120 tot 200 meter. Daarnaast stromen er ongeveer 120 kleinere rivieren door de stad.
De stadsgrenzen lopen ongeveer gelijk aan de in 1962 aangelegde ringweg om de stad (MKAD). Het stedelijk gebied heeft een oppervlakte van ruim 2511 km². Ongeveer een derde daarvan bestaat uit groengebied. Er zijn circa 100 parken in de stad.

## Demografie

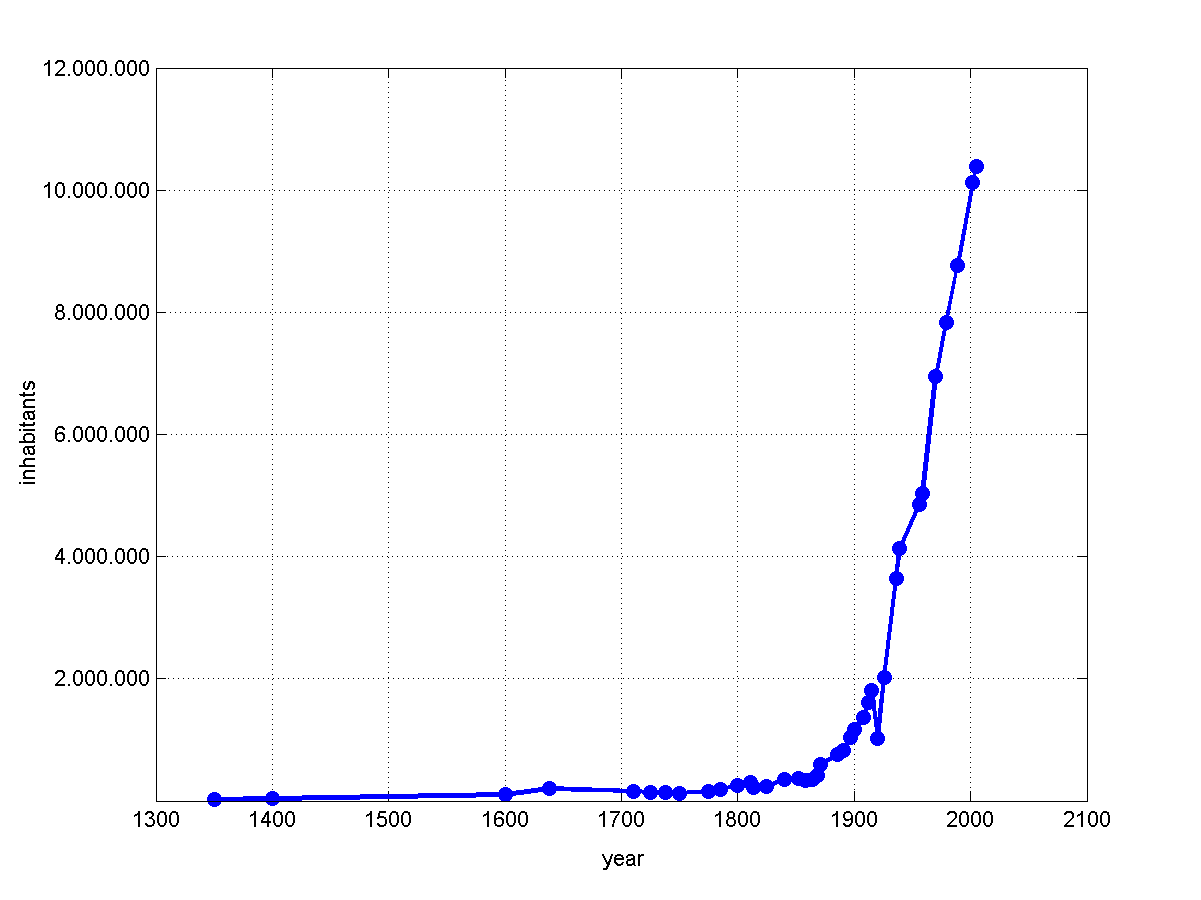
Bevolkingsontwikkeling

Moskou is een snelgroeiende stad. In 1920 was het aantal inwoners van ongeveer 2 miljoen inwoners voor de Eerste Wereldoorlog teruggelopen tot ongeveer 1 miljoen. Tot 1925 verdubbelde de bevolking zich bijna om gestaag door te groeien naar 5 miljoen in 1950. In 2000 bedroeg het aantal inwoners 8 miljoen. In 2004 bedroeg het aantal inwoners 11,2 miljoen. Deze demografische ontwikkeling komt door de enorme immigratie vanuit het omliggende gebied. De economische groei, die tot 20% bedraagt, zorgt ervoor dat veel mensen naar de stad trekken en omliggende rurale gebieden in toenemende mate ontvolken. Dit ondanks een intern paspoortsysteem, dat het mensen zeer lastig maakt om zich legaal in de stad te vestigen.
De stad telde verder een tijd lang het hoogste aantal miljardairs ter wereld. Volgens een artikel uit Forbes uit juli 2004 telt Moskou namelijk 33 miljardairs, 2 meer dan New York. In 2008 was dit aantal gestegen tot 55, maar in 2009 daalde het aantal tot 27, waarbij ze weer werd ingehaald door New York en Londen.
| Jaar | Bevolking |
| ---- | --------- |
| 1400 | 40.000    |
| 1638 | 200.000   |
| 1710 | 160.000   |
| 1725 | 145.000   |
| 1738 | 138.400   |
| 1775 | 161.000   |
| 1785 | 188.700   |

| Jaar | Bevolking |
| ---- | --------- |
| 1811 | 270.200   |
| 1813 | 215.000   |
| 1825 | 241.500   |
| 1840 | 349.100   |
| 1856 | 368.800   |
| 1868 | 416.400   |
| 1871 | 601.969   |

| Jaar | Bevolking |
| ---- | --------- |
| 1888 | 753.459   |
| 1897 | 1.038.600 |
| 1912 | 1.617.157 |
| 1920 | 1.027.300 |
| 1926 | 2.101.200 |
| 1939 | 4.609.200 |
| 1959 | 6.133.100 |

| Jaar | Bevolking  |
| ---- | ---------- |
| 1979 | 8.142.200  |
| 1989 | 8.972.300  |
| 2002 | 10.383.000 |
| 2010 | 11.514.330 |
| 2013 | 11.979.529 |
| 2018 | 12.506.468 |

## Politiek en bestuur

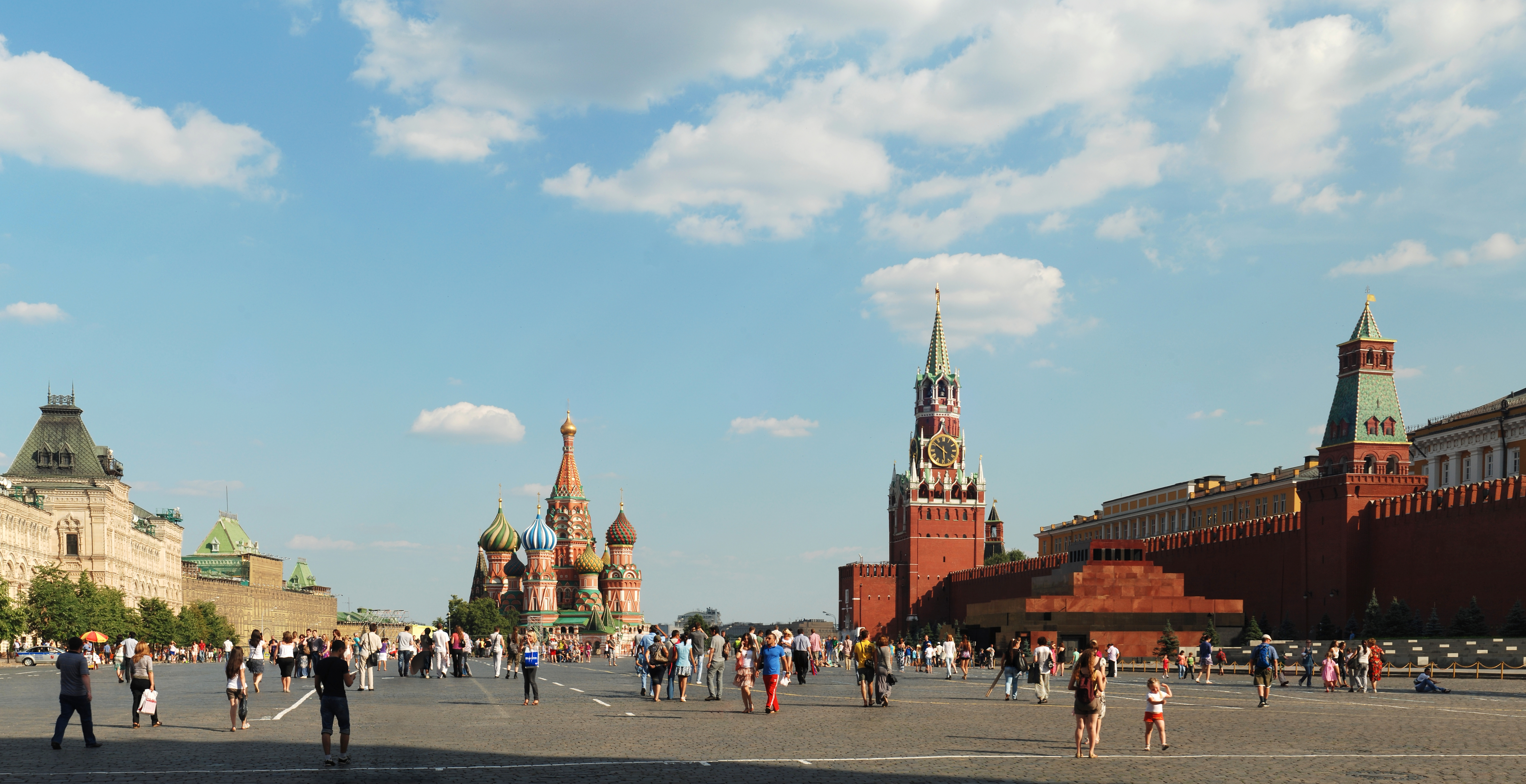
Het Kremlin (rechts) aan het Rode Plein

### Positie binnen Rusland
In Moskou bevindt zich het Kremlin, de zetel van de nationale regering.
Moskou is het bestuurlijk centrum van het Centraal Federaal District van Rusland en is een federale stad, dat wil zeggen dat het binnen Rusland dezelfde status heeft als een provincie (oblast). Moskou ligt binnen de oblast Moskou, maar maakt hier geen deel van uit. Wel is Moskou het bestuurlijk centrum hiervan.
De patriarch van Moskou is het hoofd van de Russisch-orthodoxe Kerk.

### Bestuurlijke indeling

Moskou is bestuurlijk onderverdeeld in 12 okroegs

Moskou bestaat uit 12 administratieve stadsdelen (okroeg), waaronder 124 districten, rajons, vallen:
1. Zelenograd (3 rajons)
2. Noord (Северный: 16 rajons)
3. Noordoost (Северо-Восточный: 17 rajons)
4. Noordwest (Северо-Западный: 8 rajons)
5. Centraal (Центральный: 11 rajons)
6. Oost (Восточный: 16 rajons)
7. Zuid (Южный: 16 rajons)
8. Zuidoost (Юго-Восточный: 12 rajons)
9. Zuidwest (Юго-Западный: 12 rajons)
10. West (Западный; westelijk: 13 rajons)
11. Novomoskovsky sinds 1 juli 2012
12. Troitsky sinds 1 juli 2012

De 12 okroegs zijn administratieve eenheden voor het centrale stadsbestuur, terwijl de rajons zelfbestuur als gemeenten hebben (stadsdeelgemeente).

### Stadsverkiezingen Moskou
Om de vijf jaar worden er in Moskou verkiezingen gehouden voor de Stadsdoema.
In 2019 haalde de partij Verenigd Rusland 495.591 stemmen van de in totaal 7.308.469 stemgerechtigden.

## Verkeer en vervoer

### Vliegverkeer

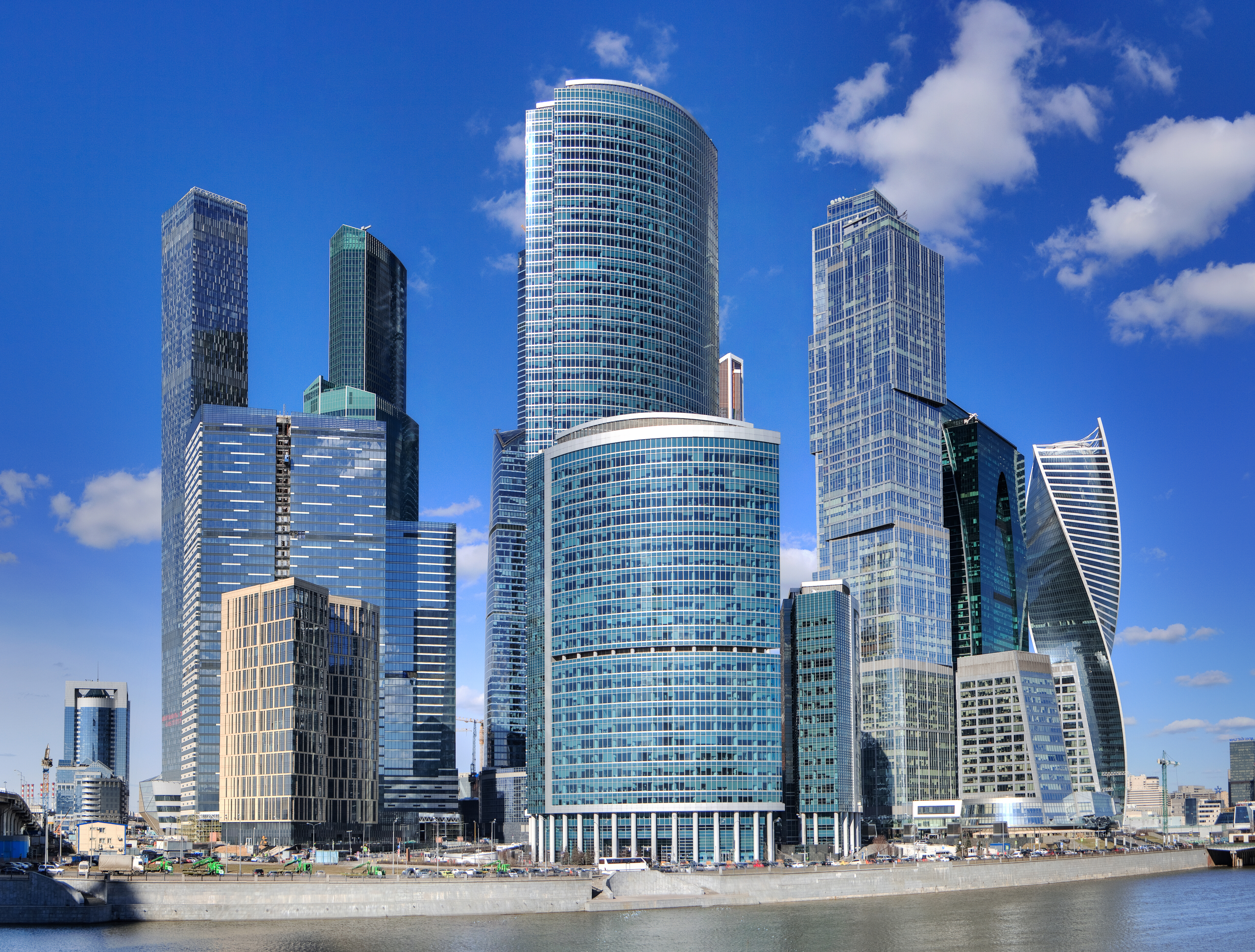
Zakendistrict Moscow-City

Moskou heeft vijf internationale commerciële luchthavens. De meeste buitenlandse passagiers komen Moskou binnen via de luchthaven Sjeremetjevo (32 km van centrum Moskou), die ongeveer 60% van alle internationale vluchten verwerkt. Het is de thuisbasis van Aeroflot en vaste stek voor andere luchtvaartmaatschappijen in de SkyTeam-organisatie. Luchthaven Domodedovo (80 km ten zuiden van de stad) is de belangrijkste Russische luchthaven gemeten naar aantal passagiers, vooral voor langeafstandsvluchten (nationaal en naar de andere GOS-landen). Voor internationale vluchten wordt Domodedovo vooral gebruikt door de leden van de Star Alliance. Vnoekovo verwerkt vooral de vluchten van Turkish Airlines, Lufthansa en Wizz Air.
De luchthaven Zjoekovski (40 km ten zuidoosten van de stad) is de nieuwste toevoeging; ze werd officieel geopend op 30 mei 2016 door de Russische premier Dmitri Medvedev. De luchthaven start met een capaciteit van maximaal twee miljoen passagiers per jaar, maar kan tegen 2020 uitgebreid worden met 2 extra terminals naar maximaal twaalf miljoen passagiers per jaar, volgens uitbater Ramport Aero. De luchthaven is vooral bedoeld voor lagekostenluchtvaartmaatschappijen. Air Kyrgyzstan uit Kirgizië en Scat Air uit Kazachstan zijn de eerste gebruikers, samen met twee Russische vrachtvervoerders: Sky Gates Airlines en Aviastar-TU.
Ostafjevo, een voormalig militair vliegveld, wordt vooral gebruikt voor (nationale) zakenvluchten. De luchthaven Bykovo (40 km ten zuidoosten van de stad) werd in 2010 gesloten.

### Autoverkeer
Moskou is het centrale punt voor de meeste federale autowegen (M1-M12), waarvan de meeste in de eerste kilometers rond Moskou tot meerstrooks autoweg of autosnelweg zijn omgebouwd (de M-11 en de M-12 zijn over de hele lengte autosnelweg). Om de stad heen lopen verschillende ringwegen: Boulevardring, Tuinring, Derde Ringweg, Vierde Ringweg, MKAD, Centrale Ringweg (TsKAD).

### Spoorwegen

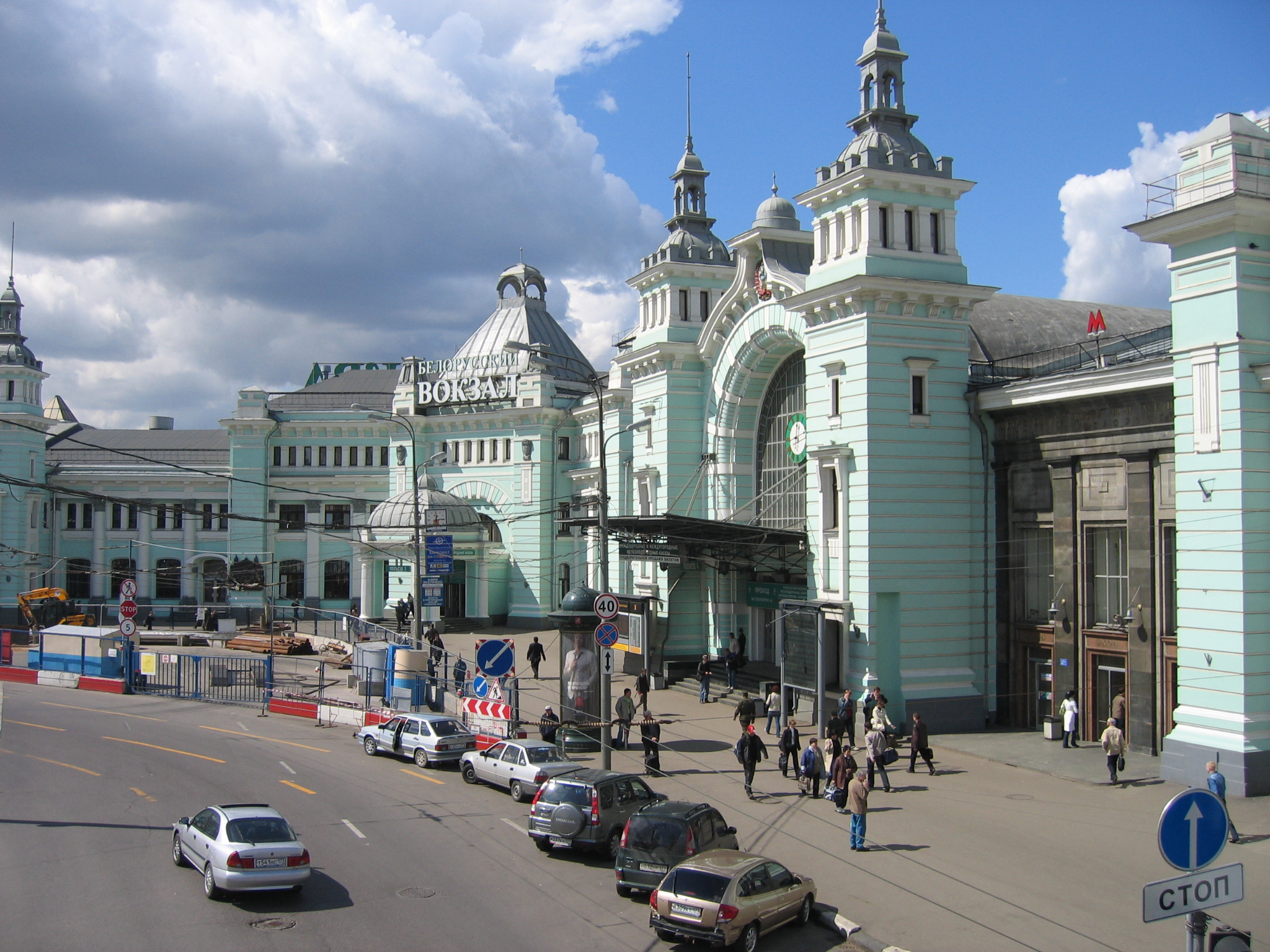
Vanaf station Moskva Beloroesskaja vertrekken treinen naar onder andere Berlijn, Parijs, Praag en Wenen

Verder is Moskou het belangrijkste spoorwegknooppunt in Rusland. Zo start hier de Trans-Siberische spoorlijn en zijn er rechtstreekse verbindingen met de meeste voormalige Sovjetstaten en met de Europese Unie, bijvoorbeeld met Warschau en Berlijn. Naast het langeafstandsverkeer is er een uitgebreid elektrisch voorstadsnet dat tot ver buiten Moskou reikt. Sommige voorstadstreinen vormen een oost-westverbinding langs de noordkant van het Moskouse centrum. Er zijn negen kopstations, die allemaal een rechtstreekse aansluiting hebben op een metrolijn naar het centrum van de stad:
- Beloroesskaja
- Jaroslavskaja
- Kazanskaja
- Kievskaja
- Koerskaja
- Oktjabrskaja
- Paveletskaja
- Rizjskaja
- Savjolovskaja

Met uitzondering van Rizjskaja, dat iets verder ligt, worden al deze stations aangedaan door metroringlijn 5, de Koltsevaja-lijn.

### Metro, tram en bus

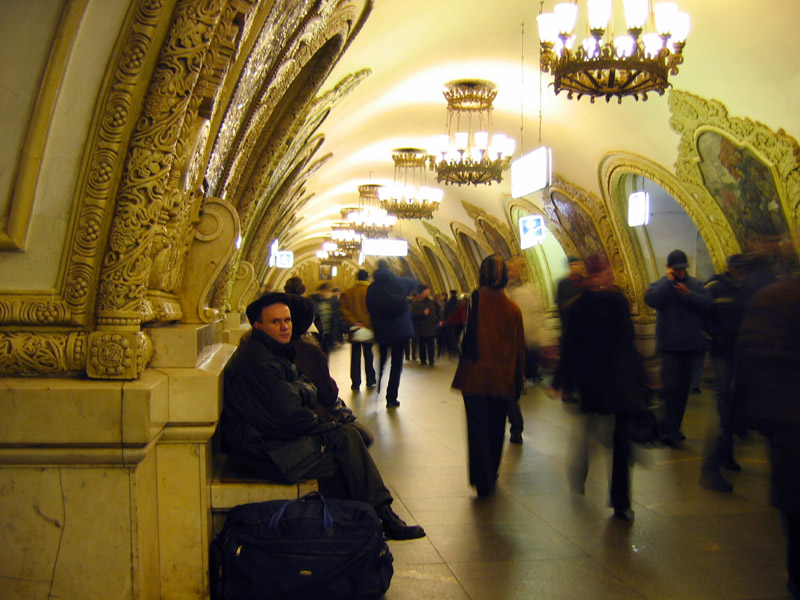
Metrostation Kievskaja

De metro van Moskou voorziet de stad van lokaal transport voor ruim 10 miljoen mensen elke werkdag. De bouw van dit metrosysteem begon in 1935. In 2019 zijn er 14 lijnen en circa 200 stations. De metro is vooral bekend vanwege de rijke versieringen in de stations: muurversieringen, mozaïeken, kroonluchters, enzovoorts. Op piekmomenten komt er elke 90 seconden een nieuwe trein aan. Het in 2003 geopende metrostation Park Pobedy behoort tot de diepste stations in Rusland. Ook wordt de metro uitgebreid met "lichte" metrolijnen naar de voorsteden, de Moskouse Centrale Diameters.
Aangezien de metrostations vrij ver van elkaar liggen, is er een dicht netwerk van buslijnen die vanaf elk metrostation vertrekken en de omringende buurten bedienen. Ook de bussen komen vrij geregeld, soms zelfs meer dan eens per minuut, en zijn goedkoop met kaartjes van ongeveer € 0,50. Geen enkel van de 13000 woonblokken in Moskou is meer dan enkele minuten lopen verwijderd van een bushalte. Ook zijn er enkele tramlijnen en een trolleybusnetwerk in de stad en in 2004 is in het noorden van de stad een monoraillijn in gebruik genomen. Mostransavto verzorgt streekbusdiensten tussen Moskou en andere steden van het oblast Moskou.
In vergelijking met vroeger bezitten steeds meer mensen auto's, waardoor files een van de grootste problemen voor het stadsbestuur zijn gaan vormen.

## Sport
De Olympische Spelen van 1980 vonden plaats in Moskou, met uitzondering van het zeilen, waarvoor werd uitgeweken naar Tallinn.
Er huizen in Moskou veel voetbalclubs, waaronder internationaal bekende als CSKA Moskou (onderdeel van sportvereniging CSKA Moskou), Dinamo Moskou (onderdeel van sportvereniging Dinamo Moskou), Lokomotiv Moskou, Spartak Moskou en Torpedo Moskou. Moskou was speelstad bij het WK Voetbal van 2018 met twee stadions. De finale werd gespeeld in het Olympisch Stadion Loezjniki. In 2008 werd daar al de finale van de Champions League gespeeld. Daarnaast werden er wedstrijden afgewerkt in het Otkrytieje Arena van Spartak Moskou.
Spartak Moskou, Dinamo Moskou en CSKA Moskou hebben een ijshockeyteam dat uitkomst in de Kontinental Hockey League. Dinamo Moskou won in 2012 en 2013 de Gagarin Cup. CSKA Moskou won de Gagarin Cup in 2019, 2022 en 2023. Moskou was in 1957, 1973, 1979, 1986, 2007 en 2016 gastheer van het WK ijshockey.
In 2013 werd het WK atletiek in Moskou georganiseerd. De meeste wedstrijden vonden plaats in het Olympisch Stadion Loezjniki. In 2006 werd al het indoorwereldkampioenschappen atletiek in Moskou gehouden.
In 1955, 1962, 2005 en 2012 werd het WK allround schaatsen in Moskou verreden. Het in het toenmalige Leninstadion geschaatste kampioenschap van 1962 staat nog steeds bekend als het best bezochte schaatstoernooi ooit. Zowel nationale als internationale wedstrijden worden geschaatst in de moderne indoorbaan Krylatskoje. In Krylatskoje werd in 2015 eveneens het WK shorttrack georganiseerd.

## Toerisme

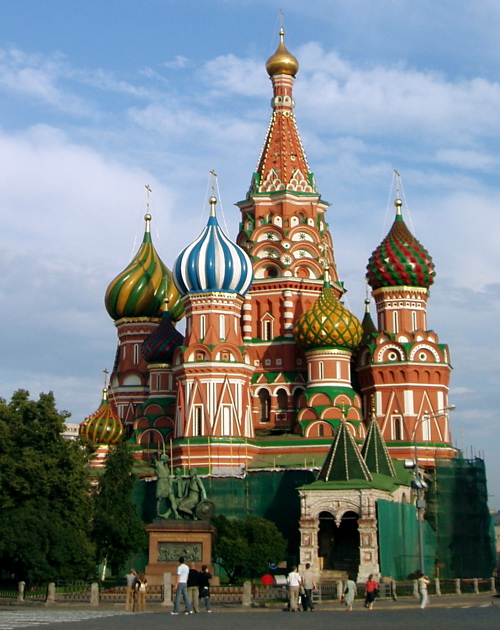
Sint-Basiliuskathedraal

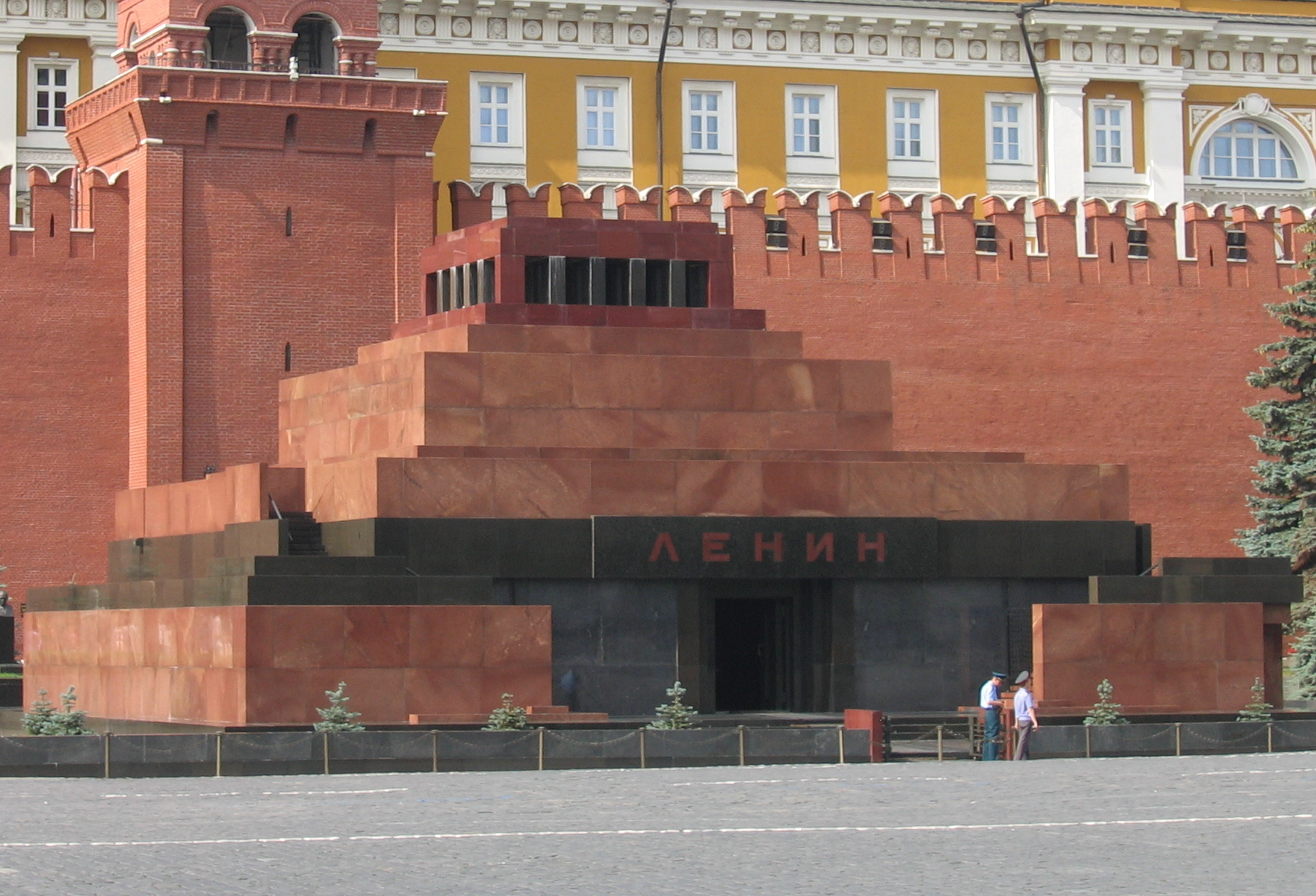
Het mausoleum van Lenin

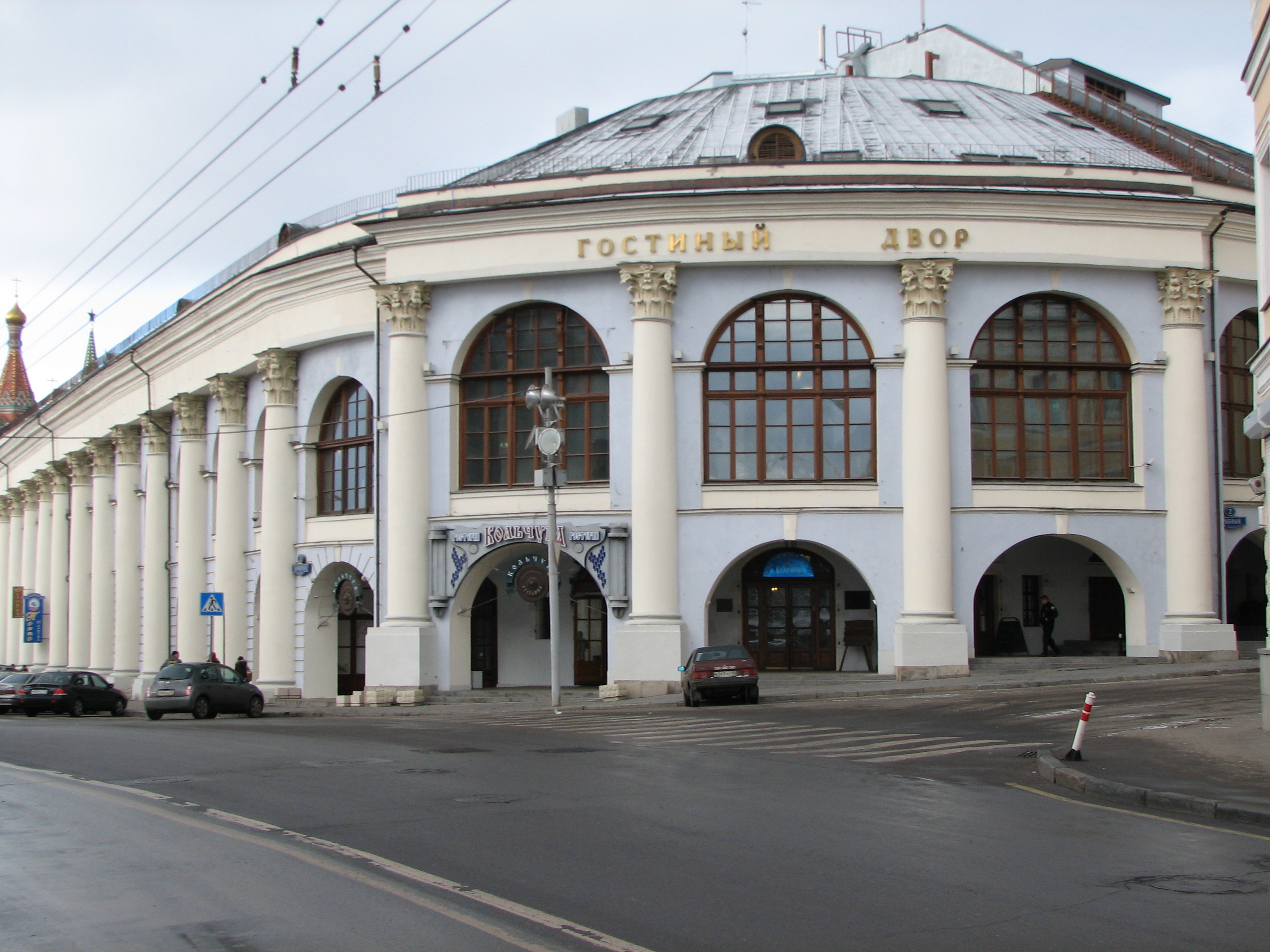
Gostiny Dvor in de Kitaj-gorod

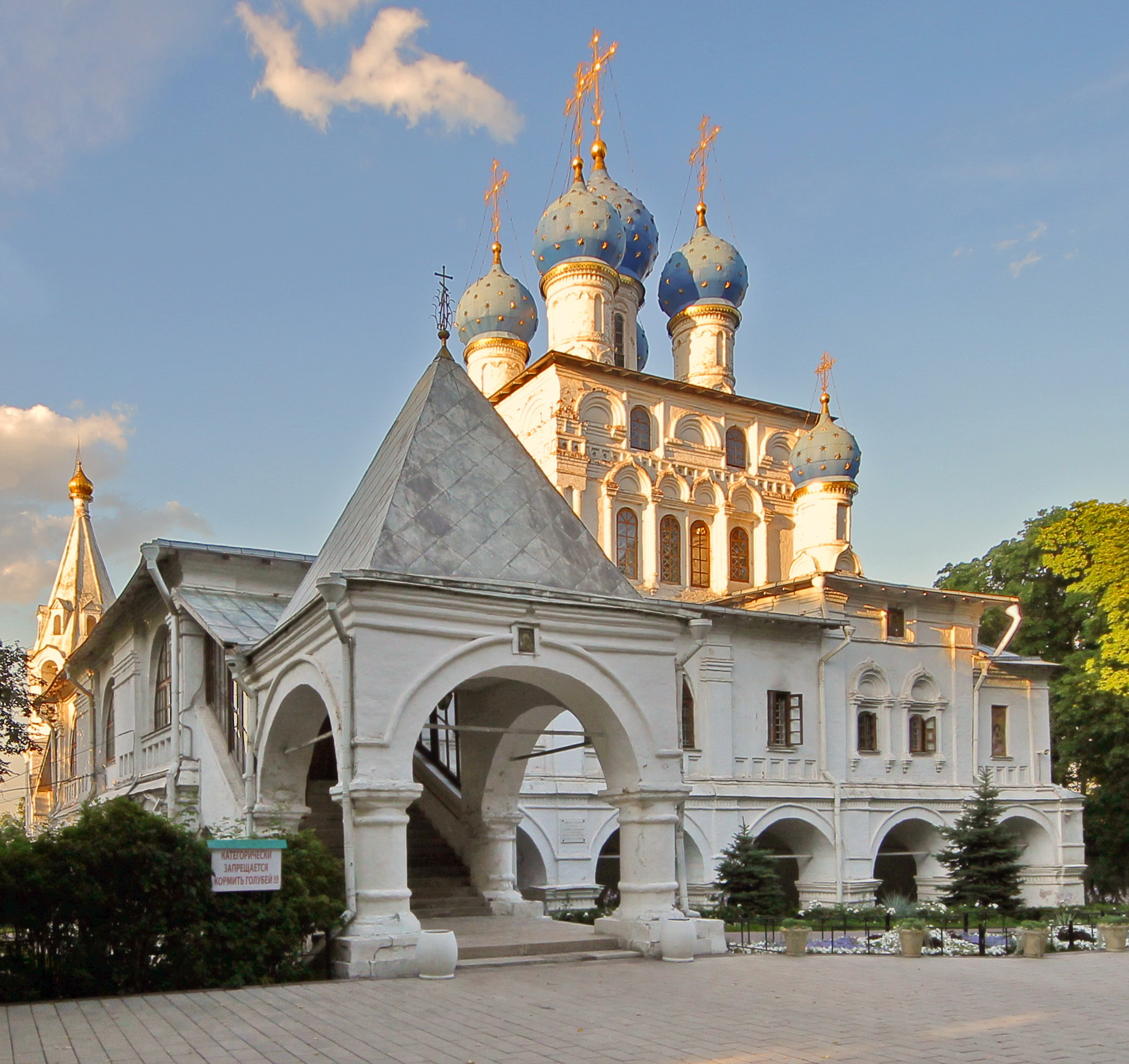
Kolomenskoje: Tserkov Kazanskoj Bogomateri (Kerk van Onze Lieve Vrouwe van Kazan)

### Beroemde plaatsen en gebouwen
- Rode Plein
- Mausoleum van Lenin
- Kremlin
- GOeM

### Kerken
- Maria-ten-Hemel-Opnemingskathedraal
- Kathedraal van de Onbevlekte Ontvangenis
- Aartsengel Michaëlkathedraal
- Kathedraal van de Voorbede van de Moeder Gods (St. Basiliuskathedraal)
- Christus Verlosserkathedraal
- Drie-eenheidskerk "in de Bladen"
- Drie-eenheidskerk in Kozjevniki
- Drie-eenheidskerk in Starych Tsjerjomoesjki
- Florus en Lauruskerk
- Kazankerk in Kolomenskoje
- Voorbedekerk van de Moeder Gods aan de Gorodnya
- Annakerk in Oegloe

### Musea
- Wapenmuseum – Anders dan de naam doet vermoeden, ligt hier de verzameling van kroonjuwelen in het Kremlin.
- Tretjakovgalerij – Russische schilderkunst
- Poesjkinmuseum
- Nationaal Historisch Museum
- De lichten van Moskou

### Overige bezienswaardigheden
- Novodevitsjiklooster

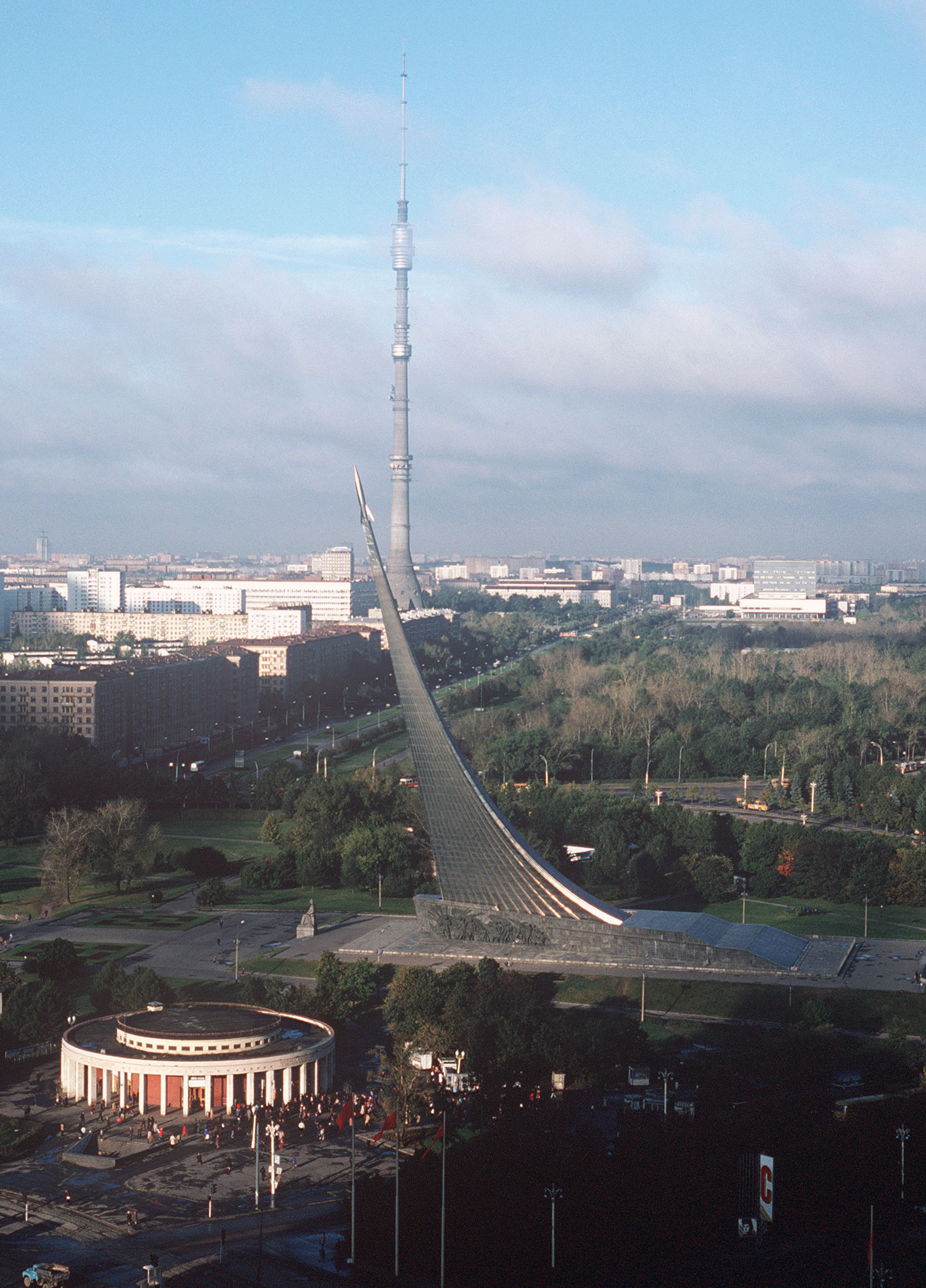
Monument voor de Veroveraars van de Ruimte, met links vooraan het metrostation VDNCh in Moskou en op de achtergrond de Ostankino-toren

- Witte Huis, zetel van de regering van Rusland
- Zeven Zusters, wolkenkrabbers van Stalin
- Triomfpaleis, van 2003 tot 2007 het hoogste gebouw van Europa
- Kolomenskoje, het buitenverblijf van de tsaren in Moskou
- Bolsjojtheater
- Dierentuin van Moskou
- Poklonnajaheuvel, met veel oorlogsgerelateerde monumenten en musea
- Vorobjovy Gory (Mussenheuvels)
- Tverskaja oelitsa (Tverstraat)
- Monument voor de Veroveraars van de Ruimte voorstellende een raket op een grote rookpluim, met in en aan de voet het Kosmonautenmuseum

### Uitgaan
Moskou telt veel nachtclubs, veelal voorzien van de modernste licht- en geluidsapparatuur. Enkele opvallende clubs zijn:
- First
- Zona: een gevangenis die is omgebouwd tot club
- L'eto
- Fabric
- Gaudi Arena
- Infiniti
- Mio
- B2

## Stedenbanden
- Bakoe (Azerbeidzjan)
- Berlijn (Duitsland), sinds 1990
- Brussel (België), sinds 1996
- Buenos Aires (Argentinië), sinds 1990
- Cuzco (Peru)
- Düsseldorf (Duitsland), sinds 1992
- Jerevan (Armenië)
- Helsinki (Finland), sinds 1993
- Ljubljana (Slovenië), sinds 2000
- Madrid (Spanje), sinds 1997
- Parijs (Frankrijk), sinds 1992
- Peking (China), sinds 1992
- Praag (Tsjechië), sinds 1995
- Pyongyang (Noord-Korea)
- Reykjavik (IJsland)
- Rome (Italië), sinds 1996
- Seoel (Zuid-Korea), sinds 1991
- Tel Aviv (Israël), sinds 2000
- Tokio (Japan), sinds 1991
- Warschau (Polen), sinds 1993
- Wenen (Oostenrijk), sinds 1991